# Wulphy
Wulphy (fin du VIe siècle - 630 ou 643), né à Rue dans la Somme, est un clerc. Prêtre fondateur de l'église de Rue, il finit sa vie en ermite. Il vit et meurt dans le Ponthieu.

## Biographie
Wulphy, clerc sous la direction de Riquier de Centule est ordonné prêtre, bien que marié et père de trois filles, après avoir fait vœu de chasteté, par Berchond évêque d'Amiens. Il devient le premier prêtre de Rue et aurait fondé une église sous le vocable du Saint-Esprit,. Ayant repris la vie commune avec son épouse, il reconnait sa faute et part expier en pèlerinage en Terre sainte. Après son séjour en Palestine, il passe par Rome et reçoit l'absolution du pape.
De retour à Rue, il se retire dans un ermitage au Bois de Chelle près de Regnière-Ecluse, où il meurt, probablement en 643, après avoir reçu la visite de Riquier de Centule, Valery de Leuconay et saint Josse et accompli des miracles. Il est inhumé deux ans près de son ermitage puis son corps est transféré à l'abbaye de Forest-Montiers proche de Rue,.

## Postérité
- Ses reliques sont captées au IXe siècle et transférées à l'abbaye Saint-Saulve de Montreuil sous le prétexte de les mettre à l'abri des Raids vikings[Note 4]. En 1635, un partage des reliques entre Montreuil, Rue et la cathédrale Notre-Dame d'Amiens tourne à l'émeute, les montreuillois défendant leur trésor. Ces émeutes entraînent l'interdiction religieuse de la ville pendant un an, des condamnations et amendes pour les émeutiers et un arbitrage du pape[3]. Les reliques restées à Montreuil y sont toujours.

- L'église paroissiale de Rue est placée sous le vocable de Saint-Wulphy. On y trouve un tableau représentant saint Wulphy évangélisant les paroissiens.
- L'église Saint-Wulphy de Montreuil, aujourd'hui désacralisée a abrité les reliques avant leur transfert à l'abbaye.

## Pour approfondir